# Stephen LaBerge
 (décembre 2024).
Si vous disposez d'ouvrages ou d'articles de référence ou si vous connaissez des sites web de qualité traitant du thème abordé ici, merci de compléter l'article en donnant les références utiles à sa vérifiabilité et en les liant à la section « Notes et références ».
Stephen LaBerge (né en 1947) est un psychophysiologiste américain et un chef de file dans l'étude scientifique du rêve lucide. Il commença la recherche sur le rêve lucide lors de son doctorat en psychophysiologie à l'université Stanford, en 1980. Il développa des techniques afin de permettre à lui-même comme à d'autres chercheurs d'induire des rêves lucides, en particulier la méthode MILD (Mnemonic Induction of Lucid Dreams, littéralement « induction mnémonique de rêves lucides »). En 1987, il fonda le Lucidity Institute, une organisation qui promeut la recherche concernant le rêve lucide, et il donne aussi des cours pour le grand public sur la manière d'atteindre la lucidité en rêve.

## Le premier rêve lucide publié dans une revue scientifique
Grâce à une méthode où un collaborateur surveillant un EEG repère au cours du sommeil paradoxal des mouvements oculaires convenus, il fut le premier à publier dans une revue scientifique un signal vérifié scientifiquement de l'esprit d'un rêveur vers le monde extérieur. Le premier signal enregistré fut en fait émis par Alan Worsley lors d'une étude en Angleterre, mais le groupe de recherche ne publia les résultats que plus tard. Bien que la technique soit simple, elle ouvre de nouvelles voies à la recherche sur le rêve (ou onirologie) et pousse ce domaine au-delà de ses racines psychanalytiques aujourd'hui controversées, la mettant en place comme une discipline fructueuse et respectable.

## Les résultats de la recherche
Les résultats de laboratoire du LaBerge et de ses collaborateurs comprennent :
- la comparaison de la notion subjective du temps dans les rêves par rapport à l'état de veille en utilisant les signaux oculaires ;
- la comparaison de l'activité électrique du cerveau pendant l'action de chanter, éveillé ou en rêve ;
- diverses études comparant la physiologie de l'excitation sexuelle et de l'orgasme en état d'éveil ou en rêve.

## L'apprentissage du rêve lucide
LaBerge a développé une série d'appareils afin d'aider les utilisateurs à entrer dans l'état de rêve lucide. Le dispositif original, baptisé DreamLight, a été abandonné en faveur du NovaDreamer, conçu par le rêveur lucide expérimenté Craig Webb pour le Lucidity Institute, où il travaillait et participait à des recherches sur le rêve lucide à Stanford.
Cependant, LaBerge met en avant une autre technique afin de parvenir à des rêves lucides : les tests de réalité. Il s'agit pour le scientifique, de questionner constamment la réalité de ce que nous supposons être l'état de veille, induisant un processus d'habituation ayant pour but de faire ressurgir ces tests de réalité au sein du rêve, créant par la même, une lucidité dans l'esprit du rêveur qui se rend compte qu'il est en train de rêver. LaBerge donne les exemples de tests suivants : regarder sa main dans les moindres détails et se demander : "Suis-je en train de rêver" ou encore essayer de se situer dans un espace-temps présent et passé proche...
Ces appareils se composent d'un masque pour les yeux pourvu de diodes placées devant les paupières. Les diodes s'allument chaque fois que le masque détecte que l'utilisateur est entré dans la phase de sommeil paradoxal. Le stimulus est incorporé dans le rêve et peut être reconnu comme un indice du fait d'être en train de rêver.
Aujourd'hui (2008), Stephen LaBerge donne des conférences dans les universités et institutions professionnelles et des sessions de rêve lucide.

## Publications
Stephen LaBerge a écrit plusieurs livres sur le rêve lucide.
- 1985 : Le Rêve lucide : Le Pouvoir de l'éveil et de la conscience dans vos rêves
- 1987 : Controlling Your Dreams (cassette audio)
- 1990 : Exploring the World of Lucid Dreaming, avec Howard Rheingold
- 2004 : S'éveiller en rêvant : Introduction au rêve lucide